# Party of Five
Party of Five is een televisieserie die oorspronkelijk liep van 12 september 1994 tot en met 3 mei 2000. Ze werd in de Verenigde Staten uitgezonden op FOX in 142 afleveringen van zestig minuten per stuk, inclusief reclame. De serie won in 1996 de Golden Globe voor beste dramaserie en werd hiervoor in 1997 nogmaals genomineerd.

## Beschrijving
De dramaserie richt zich op vijf broers en zussen die als weeskinderen worden opgevoed. De kinderen werken zich in aangrijpende situaties, zoals verkrachting, alcoholisme, mishandeling, gokproblemen, drugsverslavingen en vele verschillende ziektes.
Er werd in 1999 een spin-off gemaakt van de serie, genaamd Time of Your Life. Deze draaide om Sarah, die in New York haar vader ging zoeken, maar werd na 21 afleveringen stopgezet.

## Rolverdeling
- Scott Wolf - Bailey Salinger
- Matthew Fox - Charlie Salinger
- Neve Campbell - Julia Salinger
- Lacey Chabert - Claudia Salinger
- Paula Devicq - Kirsten Bennett Thomas Salinger
- Jennifer Love Hewitt - Sarah Reeves (1995-2000)
- Scott Grimes - Will McCorkle (1994-1996, 1999-2000)
- Jeremy London - Griffin Holbrook (1995-2000)
- Michael A. Goorjian - Justin Thompson (1994-1997)
- Alexondra Lee - Callie Martel (1996-1997)
- Jennifer Aspen - Daphne Jablonsky (1998-2000)
- Rhona Mitra - Holly Marie Beggins (1999-2000)